# Mindre tuppgök
Mindre tuppgök (Geococcyx velox) är en fågel i familjen gökar inom ordningen gökfåglar.

## Utseende
Mindre tuppgök är en 48 cm lång marklevande gök med tofs och lång stjärt. Ovansidan är brunstreckad, undersidan beigefärgad med streckning på halssida och bröst. Undre stjärttäckarna är mer ljusbrun, mörkare än buken. Bakom ögat syns en bar blå fläck som sträcker sig bakåt till en röd fläck. 

## Utbredning och systematik
Fågeln förekommer från arida västra Mexiko (södra Sonora) till norra Nicaragua. Den behandlas som monotypisk, det vill säga att den inte delas in i några underarter.

## Levnadssätt
Arten hittas i arida buskmarker i både lågland och bergstrakter, men även gräsrika och lätt beskogade sluttningar samt jordbruksområden. Den födosöker på marken likt större tuppgök på jakt efter insekter, mestadels gräshoppor och fjärilslarver.

### Häckning
Fågeln häckar i april i Veracruz, maj–juli i Oaxaca, april–maj i Guatemala och i augusti i El Salvador. Boet av kvistar placeras i ett buskigt träd, en törnbuske eller inne i ett kaktussnår. Däri lägger den två till tre ägg, ibland fyra.

## Status
Arten har ett rätt stort utbredningsområde och beståndet anses stabilt. Internationella naturvårdsunionen IUCN listar den därför som livskraftig (LC).

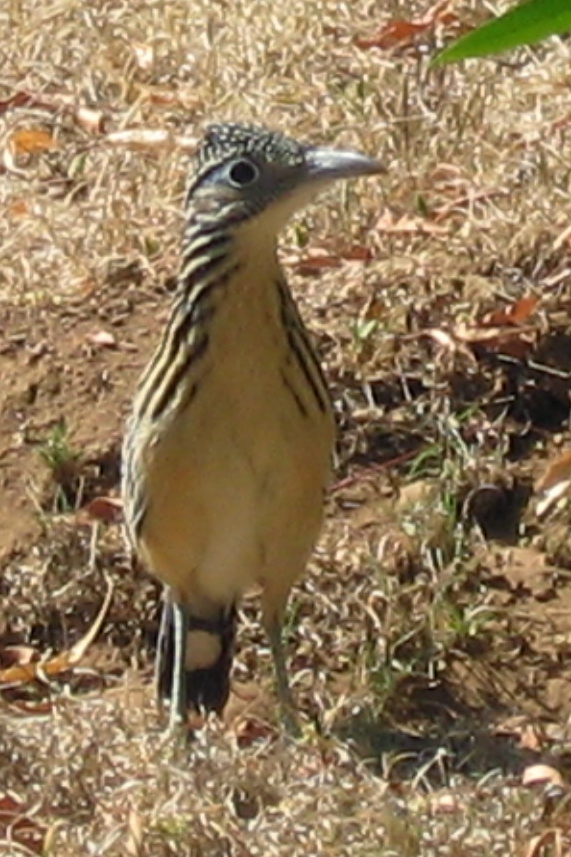